# Jan Palach
Jan Palach (født 11. august 1948 i Mělník, død 19. januar 1969 i Prag) var en tjekkisk student, der i protest mod nedkæmpningen af Pragforåret og mod Sovjetunionens diktat brændte sig selv ihjel. Med sin handling ville han sætte fokus på tilbagetrækningen af Alexander Dubčeks regeringsreformer og den deraf følgende apati og håbløshed, kun fem måneder efter invasionen af Warszawapagtens tropper i Tjekkoslovakiet.

## Jan Palachs herkomst
Jan Palach voksede op i bydelen Všetaty i den nordlige del af Prag. Faderen drev en slikbutik, der dog i 1948 blev gjort til statslig ejendom – samme år, hvor Jan Palach blev født, og kommunisterne overtog magten i Tjekkoslovakiet. Derefter blev faderen fabriksarbejder. Han døde, da Jan Palach var 13 år.
Jan Palach begyndte i gymnasiet i Mělník i 1963 og blev student i 1966 for at begynde sine videre studier. Selv om han bestod optagelsesprøven i filosofi, kunne han imidlertid ikke komme ind, da der var flere ansøgere end studiepladser. Jan Palach studerede derefter et par semestre på Prags Handelshøjskole (Vysoká škola ekonomická v Praze (VŠE)) for netop samtidigt med Pragforåret i 1968 at begynde på Karlsuniversitetet (Univerzita Karlova).
Her blev han involveret i studenterprotesten mod nedkæmpningen af Pragforåret, hvilket bl.a. udmøntede sig i strejker i efteråret 1968.

## Hændelsesforløbet
Den 16. januar 1969 ved 15-16-tiden stod Jan Palach ved trappen til Nationalmuseet, hvor Prags Wenzelsplads munder ud i det sydøstlige hjørne, lagde sin frakke og taske fra sig på kanten af brønden, overhældte sig med hele indholdet af en benzindunk, tændte en tændstik, og øjeblikkeligt derefter stod hele kroppen i flammer, mens han løb hen over pladsen. I tasken havde han efterladt en afskrift af det afskedsbrev, som han på forhånd havde sendt til sine efterladte og studiekammerater.
En sporvognschef ved det stedlige sporvognsstoppested så Jan Palach komme over mod sig og kastede sin frakke over ham, idet Palach bad ham om at slukke flammerne med frakken. Derefter faldt han om på gaden. Sporvognschefen ledsagede ham til en ambulance, der omgående var på plads, mens Jan Palach, som var ved fuld bevidsthed, fortalte ham, at antændelsen var hans egen gerning. Jan Palach havde fået en tredjegradsforbrænding på 85 % af kropsoverfladen. Hans tilstand blev betegnet som yderst alvorlig.
Jan Palachs afskedsbrev blev ikke officielt offentliggjort, men natten til den 20. januar blev der klæbet vægplakater op i byen med indholdet:
Da vort land står foran at skulle ligge under for håbløsheden, har vi besluttet os for at give udtryk for vores protest på denne måde for at ruske op i folk. Vor gruppe er dannet af frivillige, som er beredt til at brænde sig for vores sag. Æren med at trække det første lod tilfalder mig, hvorved jeg har opnået retten til at skrive det første brev og tænde den første fakkel.
Meddelelsen stillede desuden i udsigt, at "der ville komme til at brænde flere fakler", hvis censuren ikke bliver ophævet, og udbredelsen af Zprávy (Nyheder), et nyhedsblad, der blev udgivet under sovjetisk kontrol og trykt i DDR, ikke blev indstillet. Der er dog aldrig kommet noget nærmere frem om den gruppe, som Jan Palach tilhørte. I dag anses det for sandsynligt, at der slet ikke eksisterede en sådan gruppe.
Jan Palach døde den 19. januar 1969 af sine stærke forbrændinger. Dagen før fortalte han en læge, at det havde været hans pligt at handle, som han havde gjort, og at han ikke angrede det. Han gentog, at der fandtes flere medlemmer i hans gruppe, som var rede til at gøre nøjagtigt som han. Lægen sagde senere, at Jan Palachs forstand var "klar og logisk".
Efter dødsfaldet læste anføreren af de strejkende studenter, Lubomír Holeček, de ord op, som Jan Palach havde dikteret ham tre timer før sin død:
"Min gerning har opfyldt sit formål. Men ingen bør gentage den. Studenterne bør skåne deres liv, så de kan fylde et langt liv for et mål, hvorved de i levende live bidrager til kampen. Jeg siger 'på gensyn' til jer. Måske ses vi endnu en gang."
Nogle måneder forud for dette havde polakken Ryszard Siwiec under et offentligt arrangement den 8. september 1968 i Warszawa sat ild til sig selv – ligeledes i protest mod nedkæmpningen af Pragforåret og Warszawapagtens invasion. Han døde af sine forbrændinger på et sygehus fire dage senere, den 12. september. Det kan hverken be- eller afkræftes, at han skulle have været forbillede for Jan Palach, da de polske myndigheder havde lagt et tykt tæppe af tavshed over hans skæbne. Siwiecs handling offentliggjordes første gang i Radio Free Europe, to måneder efter Jan Palachs død.

## Følgerne
Samme eftermiddag som Jan Palach døde, stimlede omkring 200.000 mennesker sammen på Wenzelspladsen for at nedlægge kranse på det sted, hvor Jan Palach var faldet om. Under ledelse af Palachs studiekammerater begav mængden sig gennem Prags gamle bydel til det filosofiske fakultet ved Karlsuniversitetet, hvor de på pladsen foran fakultetets hovedbygning – som bar navnet "Den Røde Hærs Plads" – skiftede skiltene ud til "Jan Palachs Plads". Det var et skridt, der straks blev omgjort af statsmagten, så den officielle omdøbning først skete efter Fløjlsrevolutionen i 1989.
Ved underretningen om Palachs død fik Alexander Dubček et nervesammenbrud. Sovjetunionen foretrak ikke at kommentere hændelsen, mens nyhedsbureauet TASS kaldte det for en "antisocialistisk provokation". Ganske vist anstrengte Centralkomiteen for KPČ sig noget senere for at nedtone Jan Palachs gerning, idet den udgav en officiel erklæring – sådan som det var forsøgt tidligere – ved at afskrive gerningen som en handling af en psykisk syg eller et menneske, der ikke har handlet af egen drift. I den officielle erklæring blev det påstået, at Palach egentlig havde villet overhælde sig med en mikstur, der var relateret til Vesttyskland, som også kunne anvendes ved brandslukning og ikke havde haft til hensigt at forvolde sig selv nogen alvorlige forbrændinger. Hans studiekammerater havde imidlertid uden hans kendskab erstattet miksturen med benzin.
Efter et minuts stilhed over hele landet den 24. januar og efter en højtidelig lit de parade på Karlsuniversitetet ved foden af en statue af Jan Hus udviklede Jan Palachs begravelse sig til en massedemonstration med mere end 10.000 deltagere.
Jan Palach blev oprindelig begravet på Prags største kirkegård, Olšany-Kirkegården. Graven blev til et valfartssted, og Palach blev til martyr for et frit Tjekkoslovakiet og en stærk symbolfigur. Ikke mindst for at undgå kundgørelser og mindeoptog hvert år den 16. januar blev hans grav efter pres af de tjekkoslovakiske myndigheder og for at slette alle minder om hans gerning genåbnet af Tjekkoslovakiets hemmelige politi (StB) om natten den 25. oktober 1973, og liget kremeret. Urnen blev sendt til hans mor til genbegravelse på kirkegården i hjembyen Všetaty, mens en anonym gammel dame blev lagt til hvile i hans grav. Moderen fik dog ikke lov til at sætte urnen i jorden på den lokale kirkegård før i 1974. Jan Palachs urne vendte først tilbage til det oprindelige gravsted på Prags Olšany-Kirkegård efter Fløjlsrevolutionen, den 25. oktober 1990.

## Efterfølgende hændelser
Allerede den 22. august 1969 opkaldte astronomen Luboš Kohoutek en asteroide efter Jan Palach (1834 Palach). På det sted foran Prags Nationalmuseum, hvor Jan Palach faldt om, findes der i dag et metalkors indlagt i stenbroen; det ligger dog flere meter væk, da der nu løber en tresporet gade på selve stedet. Ikke langt derfra findes der et mindesmærke for Jan Palach og Jan Zajíc neden for Wenzelmonumentet. Mindemærket er udført af billedhuggeren Olbram Zoubek.
I ugerne efter Palachs død omkom der endnu et par personer i Tjekkoslovakiet ved selvmord af politiske grunde, deriblandt studenten Blanka Nacházelová, som omkom ved at gasse sig selv, hvilket hun kundgjorde i et uofficielt cirkulerende afskedsbrev, som fortalte, at det skete af samme bevæggrunde som Jan Palach. For at nedtone hendes gerning over for offentligheden og fordreje den til det modsatte offentliggjorde regeringen et forfalsket afskedsbrev, hvoraf det fremgik, at hun i gerningsøjeblikket havde været udsat for trusler om et syreangreb.
En måned senere, (den 25. februar 1969) på årsdagen for kommunismens indførelse i landet brændte en anden student, Jan Zajíc, "fakkel nr. 2", sig selv det samme sted, efterfulgt kort efter i byen Jihlava (Langfredag, den 4. april 1969)) af Evžen Plocek, der døde den 9. april, 5 dage senere, uden at det blev kendt for offentligheden. Dermed ophørte selvbrændingerne i Tjekkoslovakiet.
 Den såkaldte Palach-uge fandt sted i anledning af 20-årsdagen for hans død. Der var tale om en række demonstrationer mod det kommunistiske regime i Prag i perioden 15.-21. januar 1989, som blev opløst af politiet blot 11 måneder før kommunismens fald i Tjekkoslovakiet.
Den 16. februar 1989 arresteredes forfatteren og teaterskribenten Václav Havel, en af de ledende skikkelser inden for Charter 77-bevægelsen, for at have villet nedlægge en blomsterbuket til minde om Jan Palach. Den 20. februar idømtes han ni måneders betinget fængsel, og to dage senere dømtes syv andre systemkritikere.
Jan Palachs popularitet og de udførlige skildringer i medierne har siden medført, at flere personer i Tjekkiet på ny har forsøgt eller gennemført selvbrændinger. I foråret 2003 brændte seks unge mennesker sig ihjel, bl.a. Zdeněk Adamec den 6. marts 2003, på selvsamme sted foran Prags Nationalmuseum. Adamec henviste i sit afskedsbrev på internettet udtrykkeligt til Jan Palach, men henlagde sine motiver i det uklare.